# Catadelphops buccatus
Catadelphops buccatus är en stekelart som först beskrevs av Cresson 1877.  Catadelphops buccatus ingår i släktet Catadelphops och familjen brokparasitsteklar. Inga underarter finns listade.